# Viktor Ivanov (remero)
Viktor Ivanov –en ruso, Виктор Иванов– (21 de diciembre de 1930-14 de agosto de 2003) fue un deportista soviético que compitió en remo.
Participó en los Juegos Olímpicos de Melbourne 1956, obteniendo una medalla de plata en la prueba de dos sin timonel. Ganó cuatro medallas en el Campeonato Europeo de Remo entre los años 1953 y 1956.

## Palmarés internacional
| Juegos Olímpicos   | Juegos Olímpicos         | Juegos Olímpicos | Juegos Olímpicos |
| Año                | Lugar                    | Medalla          | Prueba           |
| ------------------ | ------------------------ | ---------------- | ---------------- |
| 1956               | Melbourne (Australia)    | Medalla de plata | Dos sin timonel  |
| Campeonato Europeo |                          |                  |                  |
| Año                | Lugar                    | Medalla          | Prueba           |
| 1953               | Copenhague (Dinamarca)   | Medalla de oro   | Dos sin timonel  |
| 1954               | Ámsterdam (Países Bajos) | Medalla de plata | Dos sin timonel  |
| 1955               | Gante (Bélgica)          | Medalla de oro   | Dos sin timonel  |
| 1956               | Bled (Yugoslavia)        | Medalla de oro   | Dos sin timonel  |